# Marin Šverko
Marin Šverko (Pforzheim, 4 februari 1998) is een Kroatisch-Duits voetballer die als verdediger voor FC Groningen speelt.

## Carrière

### Karlsruher
Marin Šverko speelde in de jeugd van 1. FC Kieselbronn en Karlsruher SC. Na enkele wedstrijden in het tweede elftal maakte hij op 27 november 2016 zijn debuut in de 2. Bundesliga voor Karlsruher. In de met 0-0 gelijkgespeelde uitwedstrijd tegen 1. FC Kaiserslautern speelde hij de hele wedstrijd als linkervleugelverdediger. In de wedstrijd erna, die met 1-2 verloren werd van SpVgg Greuther Fürth, stond hij weer in de basis, maar moest hij het veld in de 56e minuut verlaten met een blessure. 

### Mainz 05
In de winterstop van het seizoen 2016/17 werd hij gekocht door 1. FSV Mainz 05, waar hij in het tweede elftal speelde. In het seizoen erna, 2017/18, zat hij eenmaal bij de eerste selectie van Mainz, maar debuteerde nooit. In het seizoen 2018/19 werd Šverko aan zijn oude club Karlsruher SC verhuurd, maar vanwege blessures speelde hij slechts vier wedstrijden. In het seizoen erna werd hij voor een half jaar verhuurd aan SG Sonnenhof Großaspach, waar hij acht wedstrijden in de 3. Liga speelde. 

### FC Saarbrücken
In de zomer van 2020 vertrok hij transfervrij van Mainz naar 1. FC Saarbrücken, waar hij een vaste waarde in de 3. Liga werd. 

### FC Groningen
Na een jaar werd hij verkocht aan FC Groningen, waar hij een contract tot medio 2024 met een optie voor een extra seizoen tekende. Hij maakte op 12 september zijn debuut tegen SC Heerenveen en kwam in zijn eerste seizoen in Nederland tot 25 wedstrijden.

### Venezia FC
In de winterstop van het seizoen 22/33 werd hij verhuurd aan Venezia FC en het seizoen daarop werd hij gekocht voor €250.000 door Venezia FC.

## Clubstatistieken

### Beloften
| Seizoen         | Club            | Competitie      | Competitie | Competitie |
| Seizoen         | Club            | Competitie      | Wed.       | Dlp.       |
| --------------- | --------------- | --------------- | ---------- | ---------- |
| 2016/17         | Karlsruher II   | Oberliga B-W    | 6          | 0          |
| 2016/17         | FSV Mainz 05 II | 3. Liga         | 5          | 0          |
| 2017/18         | FSV Mainz 05 II | Regionalliga SW | 19         | 1          |
| 2019/20         | FSV Mainz 05 II | Regionalliga SW | 15         | 0          |
| Beloften totaal | Beloften totaal | Beloften totaal | 45         | 1          |

### Senioren
| Seizoen                    | Club                   | Competitie      | Competitie | Competitie | Beker | Beker | Totaal | Totaal |
| Seizoen                    | Club                   | Competitie      | Wed.       | Dlp.       | Wed.  | Dlp.  | Wed.   | Dlp.   |
| -------------------------- | ---------------------- | --------------- | ---------- | ---------- | ----- | ----- | ------ | ------ |
| 2016/17                    | Karlsruher             | 2. Bundesliga   | 2          | 0          | 0     | 0     | 2      | 0      |
| 2017/18                    | Mainz 05               | Bundesliga      | 0          | 0          | 0     | 0     | 0      | 0      |
| 2018/19                    | → Karlsruher           | 3. Liga         | 2          | 0          | 2     | 0     | 4      | 0      |
| 2019/20                    | → Sonnenhof Großaspach | 3. Liga         | 8          | 0          | 0     | 0     | 8      | 0      |
| 2020/21                    | FC Saarbrücken         | 3. Liga         | 24         | 1          | 1     | 0     | 25     | 1      |
| 2021/22                    | FC Groningen           | Eredivisie      | 23         | 0          | 2     | 0     | 25     | 0      |
| 2022/23                    | FC Groningen           | Eredivisie      | 5          | 0          | 0     | 0     | 5      | 0      |
| 2023/24                    | Venezia FC             | Serie B         | 33         | 0          | 1     | 0     | 34     | 0      |
| 2024/25                    | Venezia FC             | Serie A         | 16         | 1          | 1     | 0     | 17     | 1      |
| 2025/26                    | Venezia FC             | Serie B         | 0          | 0          | 0     | 0     | 0      | 0      |
| Totaal senioren            | Totaal senioren        | Totaal senioren | 113        | 2          | 7     | 0     | 120    | 2      |
| Carrièretotaal             | Carrièretotaal         | Carrièretotaal  | 158        | 2          | 7     | 0     | 163    | 2      |
| Bijgewerkt op 30 juli 2025 |                        |                 |            |            |       |       |        |        |